# مالكوم إي. بيرد
مالكوم إي. بيرد (بالإنجليزية: Malcolm E. Beard)‏ هو سياسي أمريكي، ولد في 21 فبراير 1919 في مولتري في الولايات المتحدة، وتوفي في 2 يناير 2019. حزبياً، نشط في الحزب الجمهوري. وقد انتخب عضو مجلس ولاية فلوريدا.